# Teateråret 1971

## Priser och utmärkelser
- O'Neill-stipendiet tilldelas Anders Ek
- Thaliapriset tilldelas Gunnel Lindblom
- Jussi Björlingstipendiet - Birgit Nordin och John-Eric Jacobsson
- Jenny Lind-stipendiet tilldelas Anita Soldh

## Årets uppsättningar

### September
- 9 september - Vivica Bandler presenterar Bertolt Brechts "Den goda människan i Sezuan" i regi av Johan Bergenstråhle med Lena Granhagen i huvudrollen på Stockholms stadsteater [1].

### Oktober
- 14 oktober - Tjejsnack av Suzanne Osten och Margareta Garpe har premiär på Stockholms stadsteater.

### Okänt datum
- Carl-Johan Seths pjäs Om 7 flickor uruppförs på Dramatens lilla scen